# Tigveni (Rătești), Argeș
Tigveni este un sat în comuna Rătești din județul Argeș, Muntenia, România.